# Госс, Кимберли
Кимберли Госс (родилась 15 февраля 1978 года в Лос-Анджелесе, США) — вокалистка и основательница финской пауэр-метал группы Sinergy.

## Биография
Кимберли родилась в Лос-Анджелесе, в семье корейца и немки. Её мать была джазовой певицей. Когда Кимберли был год, её мать получила предложение на работу в Японии, и семья уехала в город Кавасаки, рядом с Токио. В 1980 году семья вернулась в Лос-Анджелес, позднее переехав в Чикаго, где Кимберли провела большую часть детства.

## Музыкальная карьера
Госс рано начала свою музыкальную карьеру, она дебютировала как вокалистка в американской дэт-дум группе Avernus в пятнадцать лет, участвовала в записи двух демо в 1994-1995. В 17 она переехала в Норвегию, пела и играла на клавишных в норвежской блэк-метал группе Ancient в течение 1996—1997 годов, после записи одного альбома с ними, они отправились в тур с Dark Funeral и Bal-Sagoth. Через два дня после окончания этого тура она была также приглашена в шведскую симфоник-метал группу Therion в качестве  концертной клавишницы. В 1997 году, снова в роли сессионной клавишницы, ей было предложено присоединиться к Dimmu Borgir, она исполняла клавишные партии на концертах и ездила с этой группой в мировой тур в поддержку альбома Enthrone Darkness Triumphant.
Вместе с Dimmu Borgir они отправились в турне с участием In Flames, Krisiun и Kreator. В ходе турне, в августе 1997 года, она познакомилась с гитаристом In Flames Еспером Стрёмбладом и в 1998 вместе они основали Sinergy. В 1998 году Кимберли Госс заменяла в европейском туре Янне Вирмана, клавишника Children of Bodom, заканчивавшего обучение в институте. Там она познакомилась с Алекси Лайхо, лидер-гитаристом и вокалистом группы, и впоследствии вышла за него замуж, однако в 2004 году они развелись. Несмотря на разрыв, они оставались хорошими друзьями, Алекси играл в Sinergy, основанной Еспером и Кимберли.